# Kalale (ort)
Kalale är en ort i Indien.   Den ligger i distriktet Mysore och delstaten Karnataka, i den södra delen av landet, 1 800 km söder om huvudstaden New Delhi. Kalale ligger 684 meter över havet och antalet invånare är 7 278.
Terrängen runt Kalale är platt. Runt Kalale är det tätbefolkat, med 442 invånare per kvadratkilometer. Närmaste större samhälle är Nanjangūd, 5,4 km norr om Kalale. Omgivningarna runt Kalale är en mosaik av jordbruksmark och naturlig växtlighet.